# Filothéi (Thessalonique)
Filothéi (grec moderne : Φιλοθέη) est une localité située dans le dème de Thérmi, dans le district régional de Thessalonique, dans la periphérie de Macédoine-Centrale, en Grèce.
Selon le recensement de 2011, elle compte 232 habitants.